# Pasadena Refining System
Pasadena Refining System, Inc. (PRSI) dit en France « raffinerie de Pasadena » est une raffinerie de pétrole située à Pasadena, au Texas, près de Houston,.
Antérieurement dénommée « Crown Refinery » elle a été rebaptisée Pasadena Refining System, Inc. en 2004.
En 2008 elle était propriété à parts égales de la coentreprise qui associait Petrobras et Astra Holding USA (filiale américaine de NPM/CNP) puis Petrobras a été conduit à racheter le reste des parts en 2012. Sa « sister company » est actuellement Petrobras International Finance Co.. C'est la seule exploitation pétrolière de Petrobras sur le territoire des États-Unis.
PRSI dispose sur ce site d'environ 300 salariés et d'environ 200 contractuels (chiffre qui était de plus de 300 en 2013 et qui passera à 1000 environ lors des opérations de maintenance programmées en 2017).
Son passé est marqué de controverses et de conflits sociaux notamment avec l'OCAW (en) et de conflits environnementaux : le site est en partie vétuste. Il ne respecte pas les normes américaines, étant régulièrement dénoncé comme l'un des plus polluants du secteur du canal de Houston (Houston Ship Channel) voire de tout le Texas, et à haut-risque d'accident industriel selon les ONG environnementales. De nombreux seuils d'émissions de polluants y sont périodiquement, souvent et/ou chroniquement dépassés. Les lois sur l'air y  ont été bafouées « des milliers de fois » selon les ONGE et son ancien propriétaire (Crown) y a reçu en 1998 l'amende la plus élevée jamais imposée au Texas pour les violations des lois sur la qualité de l'air (1,05 million de dollars). Cette raffinerie a en outre « longue histoire de conflits du travail, d'explosions accidentelles et de scandales » avec notamment une série de grèves dures qui a duré plusieurs années, le site ayant été presque paralysé durant un an.

## Capacité de production
En 2017, cette capacité était (selon Petrobras) d'environ « 100 000 barils par jour »,carte des raffineries des États-Unis avec leurs capacités (en barils par jour).
Elle avait été antérieurement évaluée à 117 000 barils/jours en 2005 au moment du rachat de l'usine. C'est trois fois moins que les grosses raffineries, plus modernes de cette région du Texas.

## Territoire desservi
Cette raffinerie dessert en fuel, essence, éthanol (et en divers et produits de base pour la carbochimie) les États-Unis, mais aussi les Caraïbes et l'Amérique centrale.
Le groupe Petrobras détient d'importants stocks de carburants dans les Caraïbes et en Amérique centrale. En plus de sa production de Pasadena, le groupe dit faire le négoce d'environ 550 000 barils/jours via son bureau d'opérations de Houston. La raffinerie propose aussi un service de désulfuration de l'essence.

## Histoire
Peu après la construction à Pasadena de la première station-service de tout le Texas, cette raffinerie a été créée dans le sud-est du Texas en 1920 près de Houston, dans un paysage alors encore complètement ruralE spécialisé dans la culture à grande échelle de fraisiers. La communauté locale rurale devient alors rapidement ouvrière, alors que toute la région s'industrialise à la suite de la découverte régulière de nouveaux gisements de pétrole.
L'usine a été construite par la société alors toute jeune Crown Central Petroleum dite « Crown » (majoritairement détenue par le White Oil Corporation (fondée et dirigée par P.J. White) qui était également le propriétaire majoritaire de la Refining Company. Initialement, elle ne produisait que de l'huile lubrifiante.
En 1923, White Oil est acquise par une compagnie pétrolière concurrente : United Central Oil Corporation, qui prend ainsi le contrôle de Crown Oil.
En 1925, la société commence à produire de l'essence, puis d'autres produits dérivés du pétrole.
En 2001, dans le cadre d'une évolution de la réglementation américaine sur les teneurs des carburants en soufre, la Crown embauche une société de conseil pour l'assister dans la préparation d'une grande opération de mise aux normes.
En 2005 la raffinerie (qui comptait alors 270 employés) a été achetée à la Crown (basée à Baltimore) par la société Transcor Astra Group, via la holding Astra-USA (Astra Oil Trading (AOT). Cette holding est détenue à 100 % par une société suisse nouvellement constituée (TAGAM, Ltd. basée à Zug) depuis le 2 novembre 2008, mais elle est de droit néerlandais et détenue à 100 % par la société belge Transcor Astra Group (« Transcor ») filiale du groupe financier et pétrolier belge Astra Oil une entreprise, Elle avait une antenne en Californie, un PDG (Mike Winget) et un directeur financier (Kari Burke). Astra Oil est contrôlé par son propriétaire l’homme d'affaires et milliardaire belge Albert Frère, via sa holding GBL/Groupe Bruxelles Lambert. 
L'entreprise est présidée par Robert Lavinia (antérieurement responsable du marketing chez Tosco, racheté par le groupe pétrolier ConocoPhillips de Houston), et dirigée par Chuck Dunlap, qui avait travaillé 30 ans pour Clark Oil and Refining et Atlantic Richfield et avait été président d'une raffinerie indépendante à Hawaï, et qui était devenu en 1991 le président de la Crown Central Petroleum. Chuck Dunlap annonce alors un investissement de 40 millions de dollars dans les deux ans pour une produire une essence mise au norme fédérales et de l'État du Texas, car cette raffinerie destinée à produire de l'essence à partir de pétroles légers bénéficiait d'une dérogation de l'EPA sur les teneurs en soufre mais qui n'était valable que jusqu'en 2006. Cet investissement était presque l'équivalent du prix de vente de l'usine (transaction de 42,5 millions de dollars).
Albert Frère aurait ainsi multiplié son investissement par près de 20 en revendant la moitié de ce bien à Petrobras l’année suivante (2006)  bien plus cher (360 millions de dollars (ou 370 millions de dollars ?)) permettant aussi à Petrobras d'entrer dans une société commerciale ayant le droit de vendre les produits de la raffinerie (selon les documents de la Cour du Brésil d'après le journal Houston Chronicle2). Petrobras America Inc. (PAI) (assisté de PAI PRSI Trading general LLC (Entité chargée de fournir les matières premières à la raffinerie), et de PAI PRSI Trading limited) devient alors l'associé contractuel d'Astra Oil Trading NV et de deux autres sociétés présentées comme interdépendantes (Astra GP Inc. et Astra Tradeco LP LLC), selon le dossier judiciaire fédéral ouvert aux États-Unis (2010).
C'est alors qu'à la suite de différends entre les partenaires américains et brésiliens, et en s'appuyant sur certaines clauses du contrat de vente, les responsables d'Astra s'adressent à un « comité d'arbitrage » puis à la Cour fédérale américaine pour forcer Petrobras à racheter toutes les parts d'Astra dans l'entreprise. Astra s'appuie pour cela sur une clause dite de ’put option’ qui avait été incluse dans le contrat de revente initial (mais non divulguée par les partenaires lors de l'achat de 2005). Petrobras piégé par le contrat doit alors - après une tentative de conciliation via l' [[International
Centre for Dispute Resolution]] et après épuisement du contentieux qui a duré de 2008 à fin 2012 - verser 820,5 millions de dollars à Astra. (Le contrat de coentreprise précisait aussi que tous montants non payés au moment de l'attribution du titre d'attribution feraient l’objet d'intérêts après impôts au taux de 5 % par an à partir de la date de leur dû).
Cette seconde transaction s’est retrouvée au cœur du plus grand scandale politico-financier du Brésil, qui a suscité l'opération Lava Jato.
Dès 2014, des journalistes dénoncent à ce propos l’un des aspects opaques des relations entretenues par le gouvernement brésilien avec GDF Suez (dont Albert Frère a été administrateur et l’un des principaux actionnaires).
Le groupe « aurait ainsi financé la campagne électorale de la présidente Dilma Rousseff à hauteur d’un million de reais », ce qui n’est pas illégal au Brésil, mais qui faisait suite à jour publique de pots-de-vin versés par Petrobras dans le cadre des contrats avec la firme néerlandaise d’ingénierie offshore SBM (affaire qui a permis à l’opposition d’impliquer la présidente Dilma Rousseff alors ministre de l’Énergie et, à ce titre, présidente du Conseil d'administration de Petrobras au moment des faits). D. Roussef a affirmé que ses collaborateurs ne lui avaient pas parlé de cette clause de rachat. Certains médias ont mis en avant le fait que GDF-Suez (dont Albert Frère est second actionnaire principal - après l’État français) - via GBL (dont Albert Frère est aussi administrateur) « a abondamment financé par le passé les campagnes électorales de Dilma Roussef et de son parti, ainsi que celle de Lula auparavant ». Il l’a fait via sa filiale brésilienne Tractebel). Tractebel a été créé par le rachat par Suez (avant sa fusion avec Gaz de France, et alors qu’Albert Frère en était le vice-président et en possédait une part plus importante)  du brésilien Gerasul, via une filiale belge de Suez (d’où le nom Tractebel).
Le cadre de Petrobras chargé de l’opération a été arrêté sur ordre de la justice brésilienne, dans le cadre d’une grande opération policière.
Le journal O Estado do Minas signale ainsi que, selon les registres du Tribunal électoral, Tractebel a versé, à l’occasion de l'élection présidentielle brésilienne de 2010, un million de réais brésiliens (422 000 euros au cours de l’époque) au comité de campagne de Dilma Roussef, ainsi que 550 000 réais à diverses instances locales et nationales de son Parti des travailleurs (PT). Dans le même temps, Tractebel avait versé 500 000 réais au candidat de l’opposition.
En 2006, l’entreprise avait déjà versé 300 000 réais à la campagne de Lula (pratique légale au Brésil).
Depuis que Petrobras est propriétaire de l'usine, l'entreprise dit avoir diminué ses émissions polluantes et développé la sécurité notamment face au risque de feu.
En 2001 alors que la plupart des champs pétrolifères actuels s'épuisent, le groupe Petrobras a décidé de valoriser son expertise en exploration/production pétrolière et gazière en eau profonde (expérience acquise au Brésil) à moyen et à long terme. Pour cela il exploite lui-même trois champs de production dans le Golfe du Mexique (Cascade et Chinook, depuis 2012, et Cottonwood depuis 2007) et il est partenaire pour l'exploitation d'autres gisements (St. Malo qui a débuté en 2014, et Hadrian South et Lucius depuis 2015).
En 2016, la raffinerie qui a près d'un siècle d'existence doit encore faire face à des poursuites pour émissions polluantes dépassant les seuils autorisés et contribuant aux pluies acides, à l'effet de serre, à l'eutrophisation générale de l'environnement et à la production d'ozone troposphérique, dont de la part de l'ONG Environnement Texas et du Sierra Club (24000 membres au Texas) en raison violations répétées des milliers de fois de nombreuses limites légales (annuelles et journalières) concernant les émissions de particules, de dioxyde de soufre, d'oxydes d'azote et d'autres polluants atmosphériques au cours des cinq dernières années. C'est la quatrième plainte via un tribunal fédéral contre PRSI depuis 2007. L'entreprise risque une amende pouvant atteindre  93 750 $ par jour et par infraction à la Loi. Selon les plaignants, les rapports publics divulgués par PRSI montrent eux-mêmes qu'une série continue de pannes et de dysfonctionnements, d'erreurs d'opérateur et d'événements de démarrage et d'arrêt ont été accompagnés d'émissions excessives de particules, d'oxydes d'azote (NOx), de composés organiques volatils (COV), de monoxyde de carbone et de dioxyde de soufre (avec plus de cent évènements de pollution enregistrés depuis 2012),.
L'usine reconnait de plus dans ses rapports constamment dépasser la limite annuelle qui lui est imposé par la loi (en tonnes/an) d'émission particulaire, durant plus de deux ans au moins selon ses rapports de PRSI. Et la raffinerie durant des milliers d'heures n'a pas non plus respecté certains seuils d'émissions de NOx, de dioxyde de soufre, de sulfure d'hydrogène et de monoxyde de carbone (pour les chaudières industrielles, l'incinération de gaz et divers appareils (de 2011 à 2016),.

## Implication dans le scandale Petrobras
L'achat de la raffinerie par la société brésilienne Petrobras est l'une des principales composantes d'un scandale de corruption et de blanchiment connu sous le nom « Operação Lava Jato » (« Operation Car Wash » pour les anglophones).
C'est le plus grand scandale de ce type dans l'histoire du Brésil. En 2015 environ 500 personnes et entreprises faisaient l'objet d'une enquête pour leur implication présumée dans les manipulations financières liées au financement de l'achat surfacturé et en deux phases des installations américaines d' Astra Oil par Petrobras. En 2005, dans le cadre de l'opération judiciaire dénommée au Brésil, 43 personnes avaient déjà été condamnées et mises en prison ou soumis à amendes pour des infractions allant de corruption à association criminelle en passant par le blanchiment d'argent.
Petrobras a déboursé lors d'une première transaction bien plus que la valeur estimée de l'usine : avec des centaines de millions de dollars en trop, somme qui aurait peut-être atteint au total 2,5 milliards (selon une version plus tardive de Petrobras).
En 2005 une société de conseil texane missionnée par Petrobras avait évalué la valeur de la raffinerie à 126 millions de dollars, mais l'enquête brésilienne a montré que la direction de Petrobras a ensuite fait sa propre estimation de la valeur de la raffinerie, la portant à 745 millions de dollars (près de 6 fois plus).
De premières révélations ont déclenché une enquête qui a conduit à des dizaines de mises en examen et d'arrestations, avec une mise en accusation de la présidente du pays Dilma Rousseff (qui a présidé cette entreprise publique jusqu'en 2010).
Selon les données mises à jour lors du procès au Brésil, Petrobras a versé environ 1,2 milliard de dollars pour ce complexe de raffinage quasi centenaire : c'est près de 30 fois le montant que la société belge Astra Oil avait déboursé quelques années plus tôt (en 2005) pour acheter la raffinerie (selon les données collectées par la justice brésilienne).
Un ancien cadre (directeur de raffinage de 2004 à 2012) a admis en 2014 qu'on lui avait offert un pot-de-vin de 1,5 million de dollars pour qu'il ne « pose pas de problème » lors d'une réunion d’approbation de l'« accord de Pasadena », c'est-à-dire pour qu'il taise ses doutes au sujet de l'intérêt du rachat de l'usine de Pasadena, doutes liés au fait que l'usine était « très ancienne » et nécessitant de sérieuses mises à jour.
Renato Duque (ancien dirigeant de Petrobras) a été emprisonné pour 20 ans et 8 mois alors que les procureurs brésiliens enquêtaient encore sur l'implication de politiciens brésiliens, de lobbystes, etc. Mais en 2015, il n'y avait eu aucune poursuite dans le cadre de cette affaire aux États-Unis dans le cadre des lois anti-corruption (Foreign Corrupt Practices Act).
Selon l'un des procureurs brésiliens (Marinus de Vries Marsico) y avait dans cet accord « des irrégularités flagrantes et indéfendables » et il était facile de voir qu'il était « catastrophique ». Les enquêteurs brésiliens ont conclu qu'un groupe d'anciens dirigeants de Petrobras étaient responsables des sommes indues versées à Astra Oil, ordonnant une restitution de 792 millions de dollars à l'entreprise Petrobras (1re entreprise brésilienne, qui a dans l'affaire perdu de sa crédibilité après que dès 2013, l'enquête ouverte au Brésil ait mis au jour des premiers indices d'un « haut niveau de corruption » en son sein.

## Environnement, pollution et sécurité industrielle
Les résidents se plaignent régulièrement et depuis longtemps des odeurs d'hydrocarbures et de risques accrus de cancer, malformations congénitales et d'affections tels que l'asthme chronique,, ainsi que des émissions de précurseurs de l'ozone troposphérique, constituant majeur du smog. L'EPA estime que 75 000 personnes vivent dans un rayon de 3 milles autour de la raffinerie, avec au moins huit écoles et plusieurs garderies.
En 1990, une explosion et un incendie touchent le site.
En 1996, le Département de contrôle de la pollution du comté de Harris découvre en septembre que Crown avait déversé l'équivalent de 1 200 barils de pétrole dans un bayou.
En juin 1997, un incendie dans l'usine cause la libération dans l'atmosphère d'une quantité "indéterminée" d'acide fluorhydrique
Selon les ONGE locales et texanes, cette raffinerie (qui a près d'un siècle) est l'une des plus polluantes et à risque d'accident industriel dans le secteur du canal de Houston (construit pour spécifiquement desservir les centaines d'unités industrielles, pétrochimique et pétrolière installées sur ses berges ou à proximité). De nombreux antécédents d'émissions de polluants dangereux sont déplorés par les ONG qui estiment que depuis des décennies l'entreprise « s'est avérée incapable de se conformer à la réglementation en vigueur » et qui dénoncent
En décembre 2011 un incendie grave s'est déclarés ans l'usine
En mars 2016 un nouvel incendie suit une explosion ; un travailleur est blessé) malgré des investissements pour la sécurité incendie. C'est l'industrie la plus polluante de tout le Texas pour certains paramètres. Quelques mois plus tard, une longue panne de courant dans l'usine (sept heures consécutives) provoque la libération de milliers de livres de produits toxiques dans l'air (dont 1 400 livres de dioxyde de soufre sous forme de gaz acide et environ deux tonnes de particules fines) ; c'est le huitième évènement auto-déclaré de ce type en 2016 et le 65e déclaré depuis 2005 par l'entreprise à l'administration.
De 2011 à début 2017, la Commission du Texas pour la qualité de l'environnement a émis à l'encontre de l'usine plus d'un million de dollars d'amende. En 2014, PRSI s'est vu notifier sept violations remarquables de la loi sur la qualité de l'air après avoir en 2010 été déjà condamné à une amende de 757 143 dollars à la suite d'une enquête conduite de mai à aout 2010. Et dès les premiers mois de 2017, à la suite de nouveaux dysfonctionnements, de nombreux seuils d'émissions de polluants étaient largement dépassés.
De plus depuis 2014 ou 2015, la raffinerie fonctionne avec des dérogations et sans le permis fédéral nécessaire (de titre V),. L'état du Texas aurait « techniquement rectifié cette situation » avec une amende de 7 000 $ en 2016.
L'entreprise a auprès de l’administration la réputation d'avoir un taux élevé d'accidents du travail : Onze employés y ont été blessées rien qu'en 2016 et un nombre élevé de déclarations de sinistres.
L'usine a en outre une « longue histoire de conflits du travail, d'explosions accidentelles et de scandales ».

## Prix, distinctions
- Mai 2014 : PRSI a reçu un prix pour ses réalisations en faveur de la sécurité (Award for Safety Achievement) ; et le Meritorious Safety Award, un prix récompensant les industriels américains méritoires dans le domaine des carburants et/ou de la pétrochimiques, décerné par l'American Fuels and Petrochemical Manufacturers (AFPM).
- Mai 2016 : La Chambre de commerce de Pasadena a reconnu PRSI pour sa participation à l'économie régionale depuis 58 ans et a en 2011 a honoré la raffinerie avec le Prix de l'industrie de l'année à Pasadena.

### Base de données sur la pollution
- TCEQ STEERS database au texas (gouvernement du Texas).